# دولينغ (جورجيا)
دولينغ (بالإنجليزية: Dooling, Georgia)‏ هي بلدة تقع في مقاطعة دوولي بولاية جورجيا في الولايات المتحدة. تبلغ مساحتها 1.2 (كم²)، وترتفع عن سطح البحر 117 م، بلغ عدد سكانها 163 نسمة في عام 2000 حسب إحصاء مكتب تعداد الولايات المتحدة وتصل الكثافة السكانية فيها 135.8 نسمة/كم2.

## وصلات خارجية
- The US50 - Cities and Towns in Georgia State
- Georgia Cities and Towns, Facts, Map, Flag, Colleges, Government, and More